# 부트 졸로키아
부트 졸로키아(Bhut Jolokia)는 인도 아삼 주 원산지의 고추 품종인 나가 졸로키아(naga jolokia)를 개량해서 만든 종으로 2007년부터 2013년까지 기네스북에서 인정한 세계에서 가장 매운 고추로 선정되기도 했다.
매운 정도가 그 고추를 먹으면, 혼이 나간다고 하여 유령 고추(ghost chili)로 불리기도 한다. 중국고추(C. )와 나무고추(C. )의 교배 품종이다.

## 개요
인도 북부의 아삼 주, 나갈랜드 주, 마니푸르 주와 방글라데시에서 생산되는 고추 품종이다. 기네스북 세계 기록에서 하바네로(및 재배 품종 레드 사비나)을 제치고 세계에서 가장 매운 고추로 인정되었다.

### 도셋 나가
도셋 나가(Dorset Naga) 품종은 이것은 방글라데시의 시렛트로부터 부트 졸로키아의 종을 가지고 돌아가 영국의 도셋으로 기른 것이다. 원래는 방글라데시가 원산지이다. 현재 인도산과 방글라데시 산 사이에 동종, 이종을 둘러싼 격론이 벌어지고 있다. DNA 감정의 결과에서는 모두 동일한 유전자를 볼 수 있었다.
익은 열매는 길이 60mm에서 85mm, 폭 25에서 30mm로, 색은 오렌지 또는 빨강, 하바네로를 닮았지만 표면이 거칠고 요철이 있는 것이 특징이다.
2010년 3월 23일 인도군은 부트 졸로키아로 만든 테러 작전용 수류탄을 제조해 실전 배치키로 했다고 밝혔다.

## 갤러리

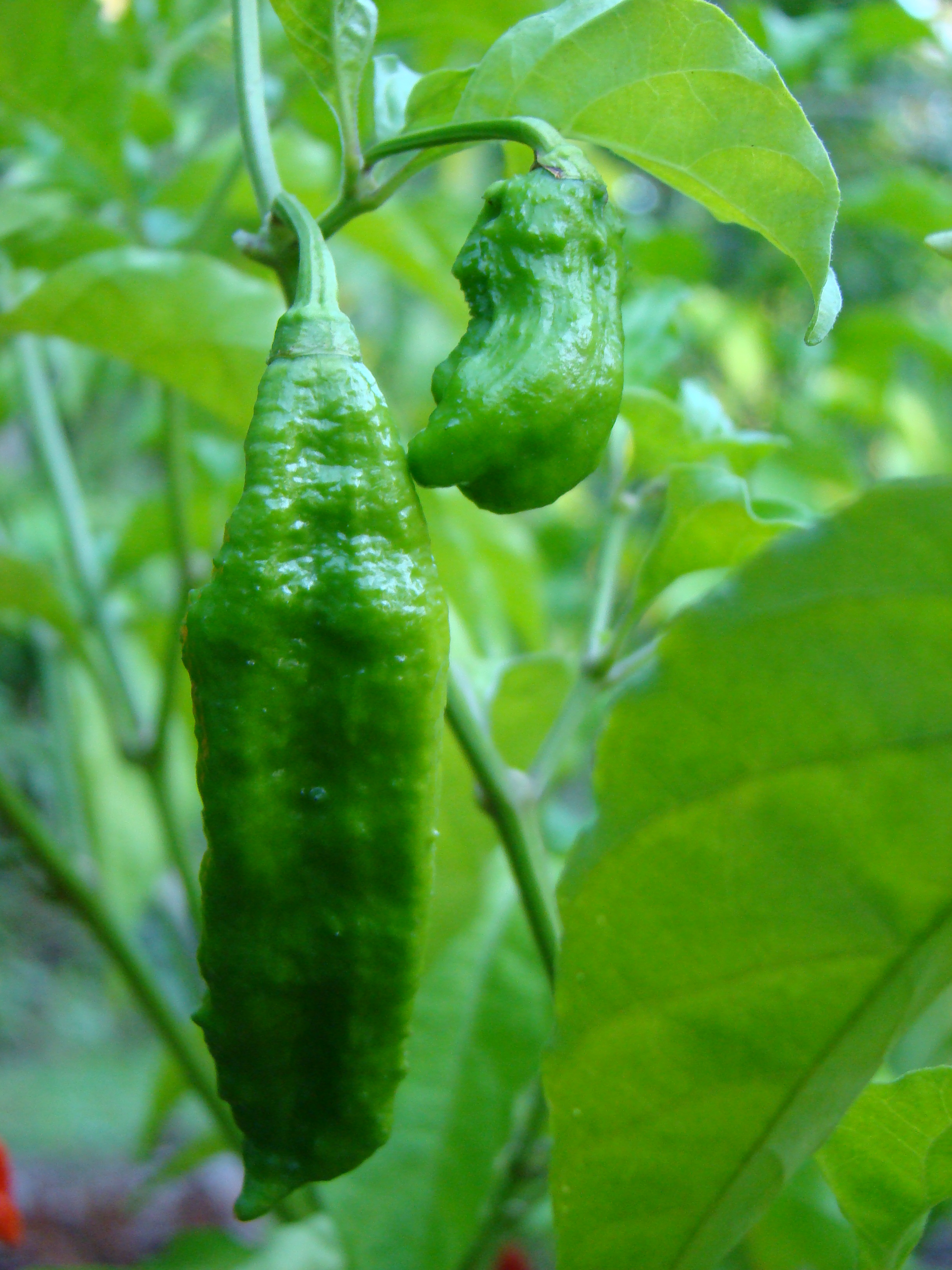
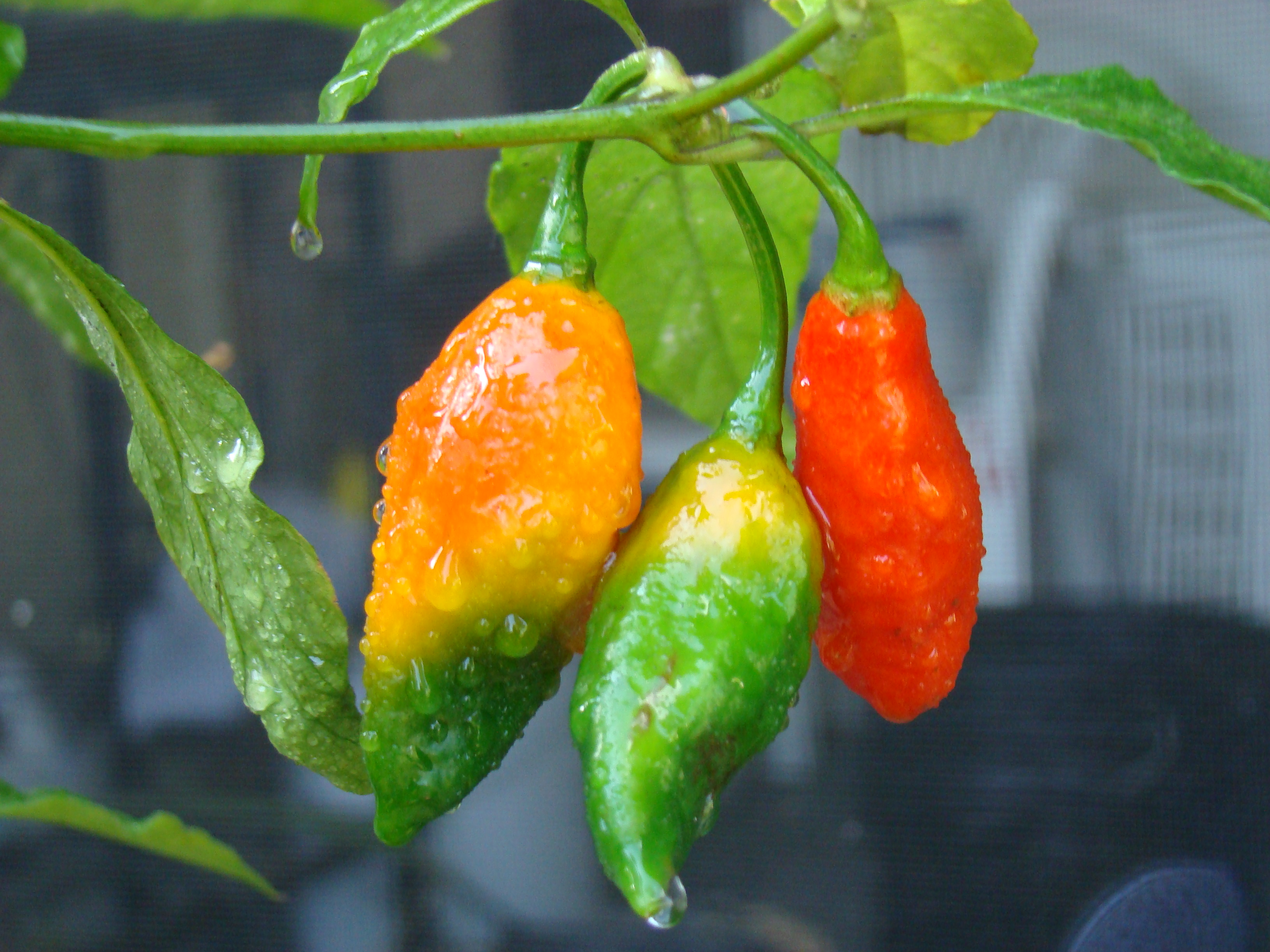
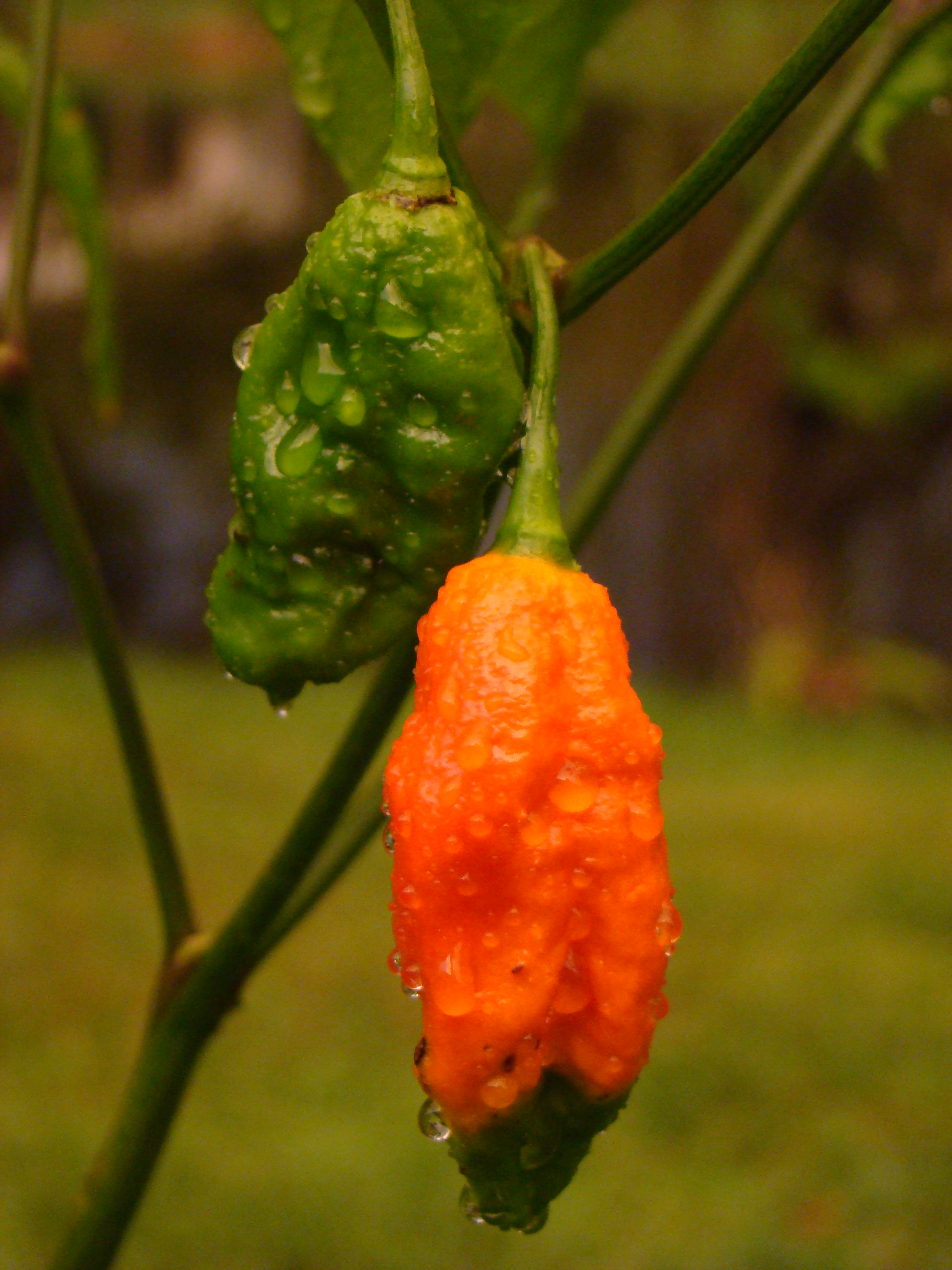
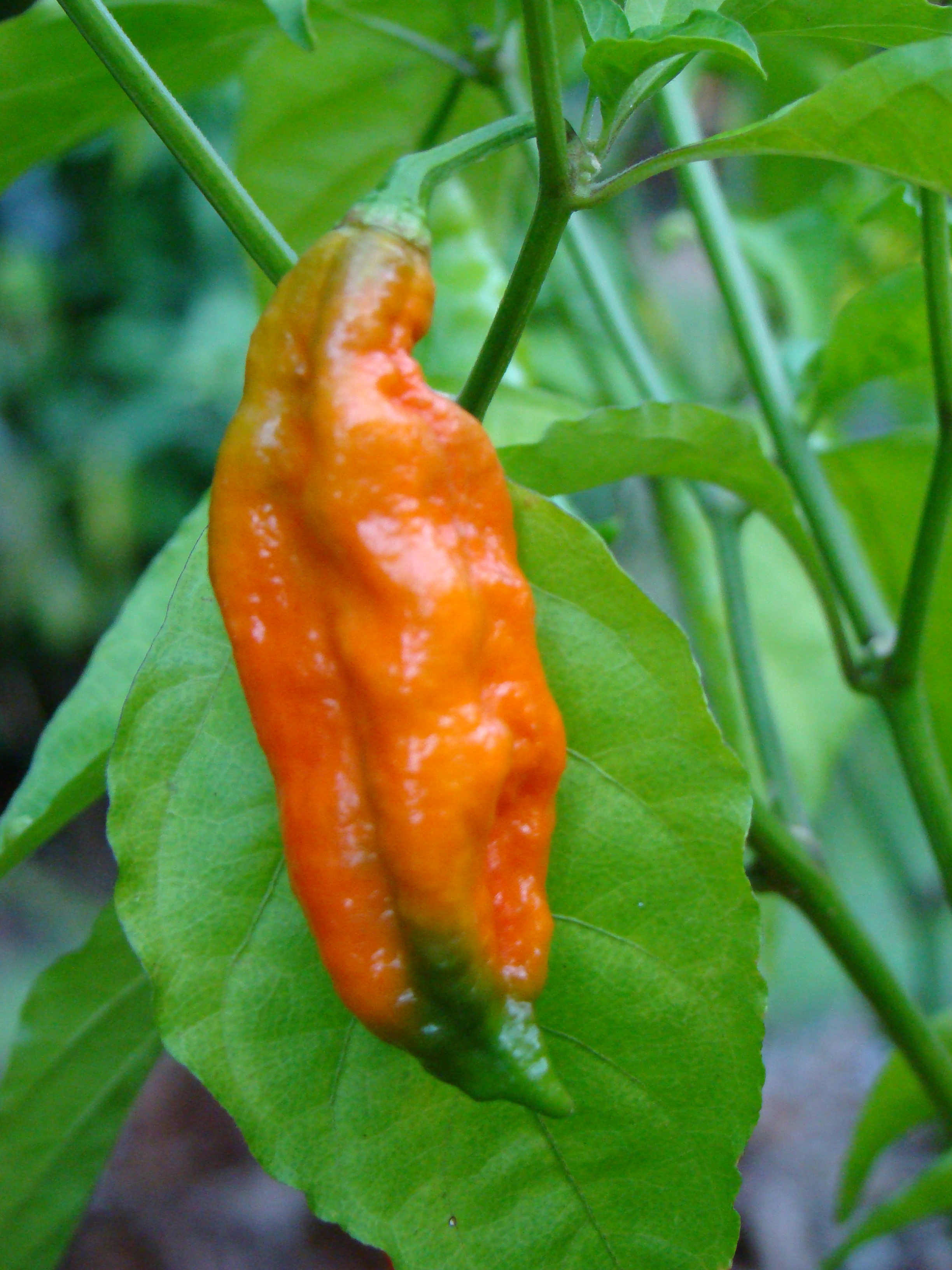
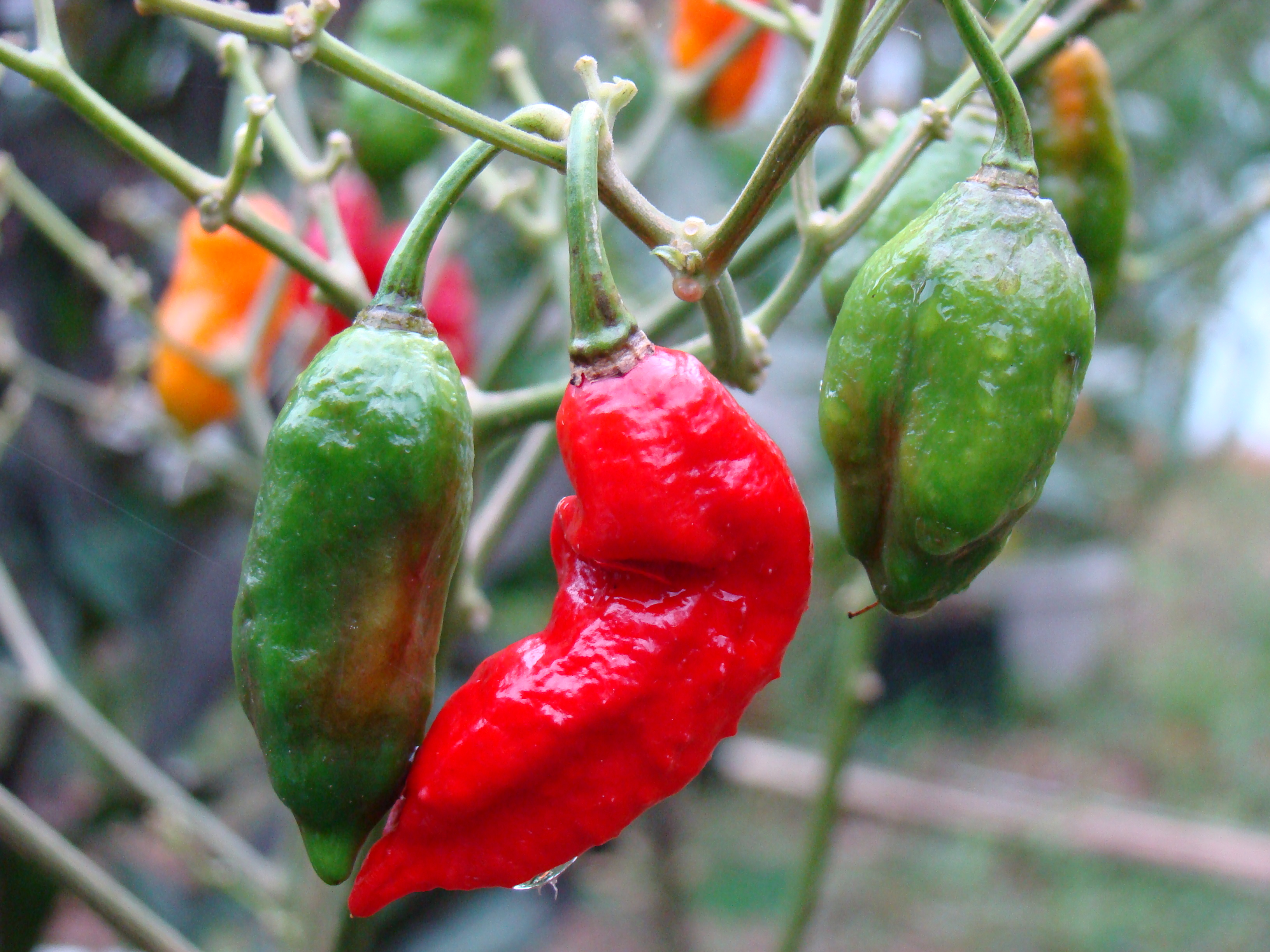
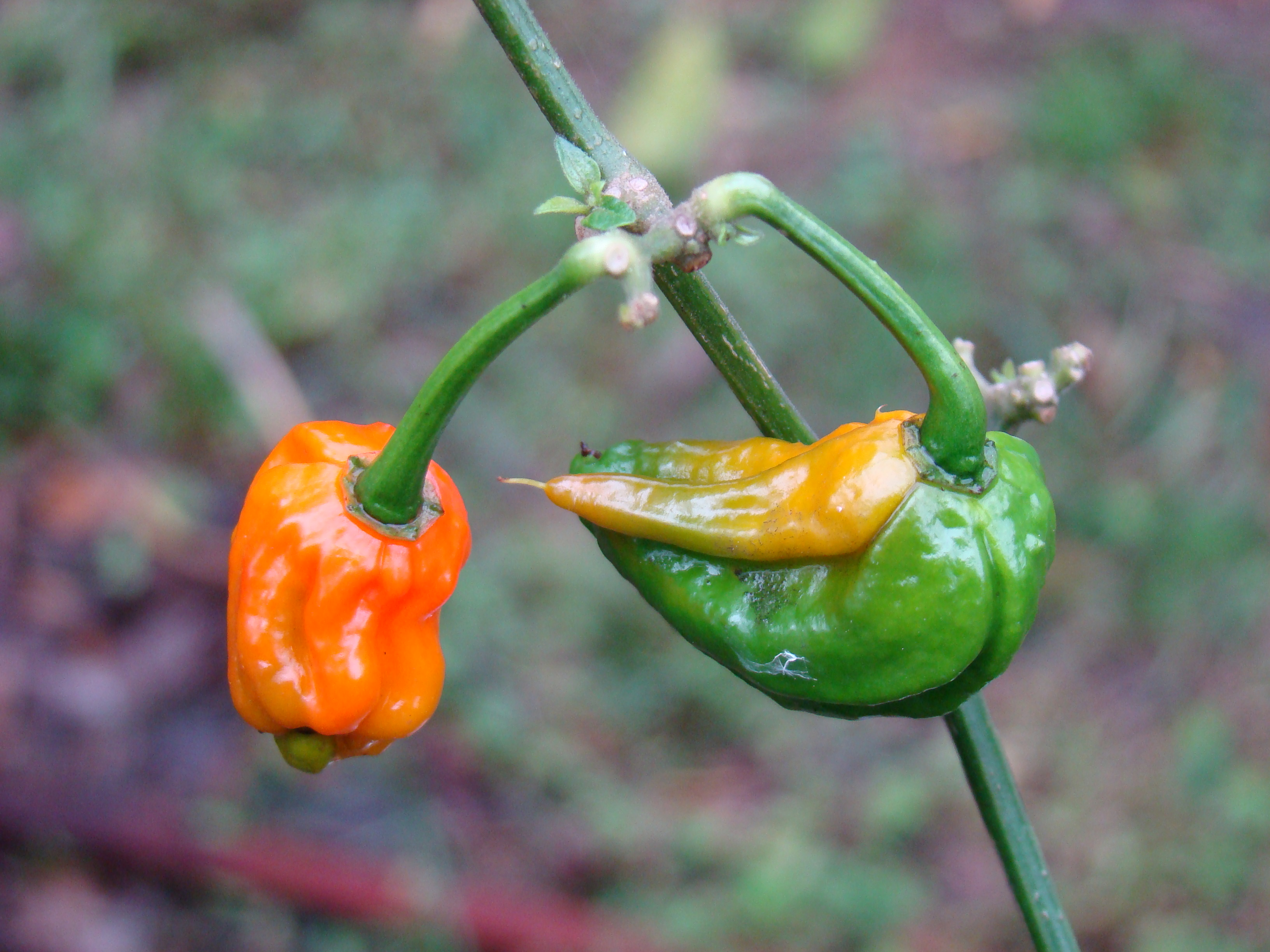
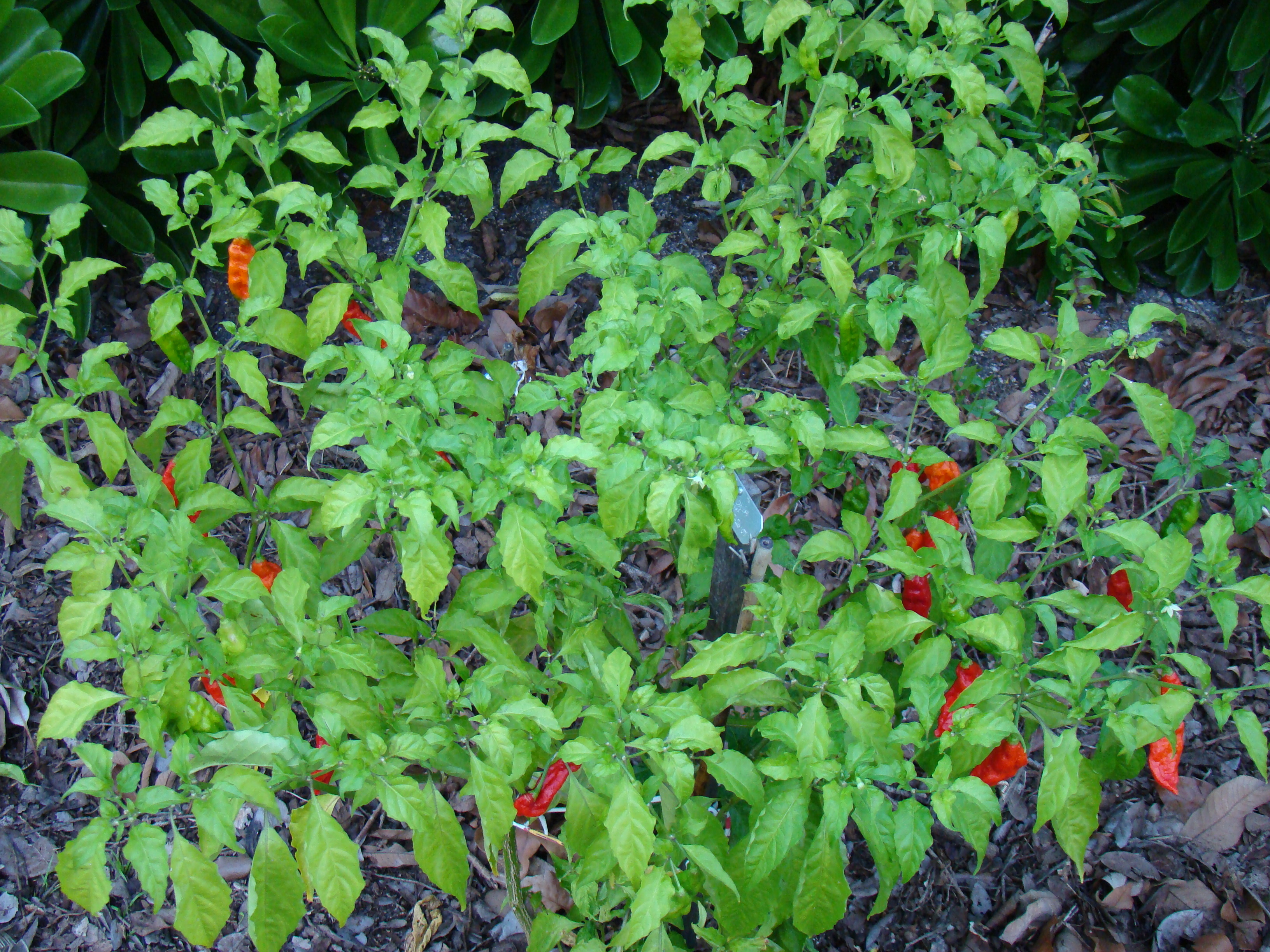
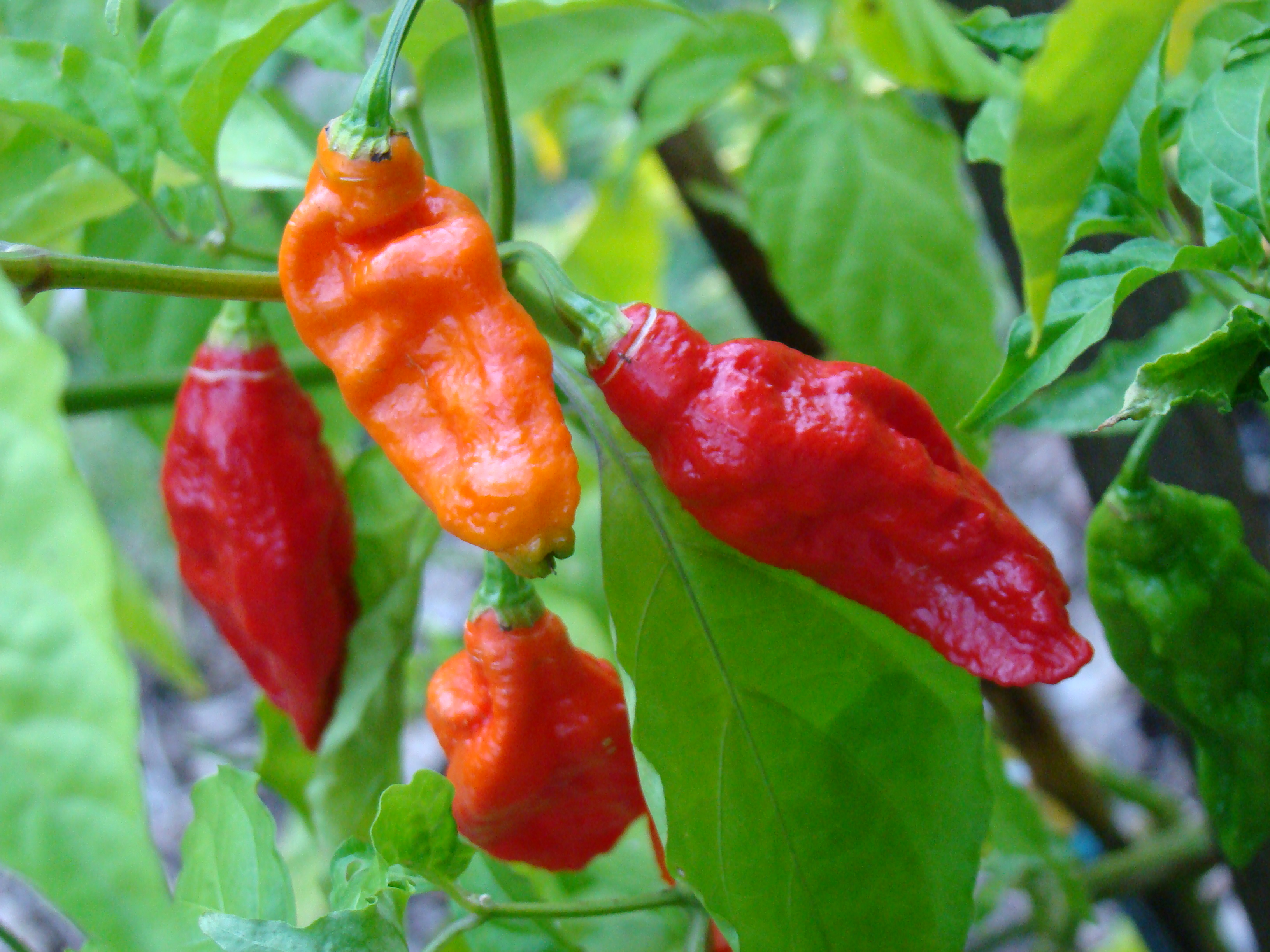
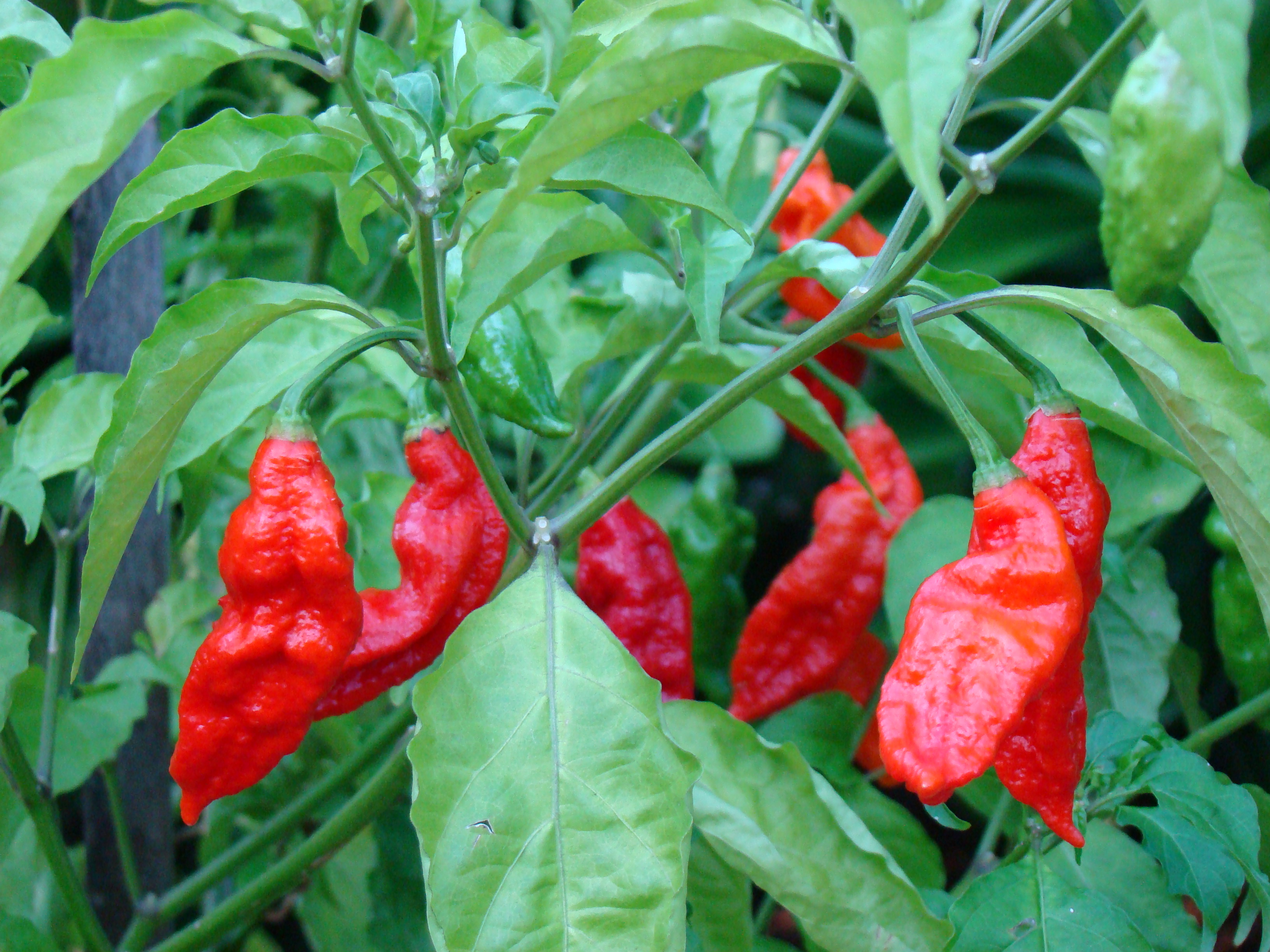
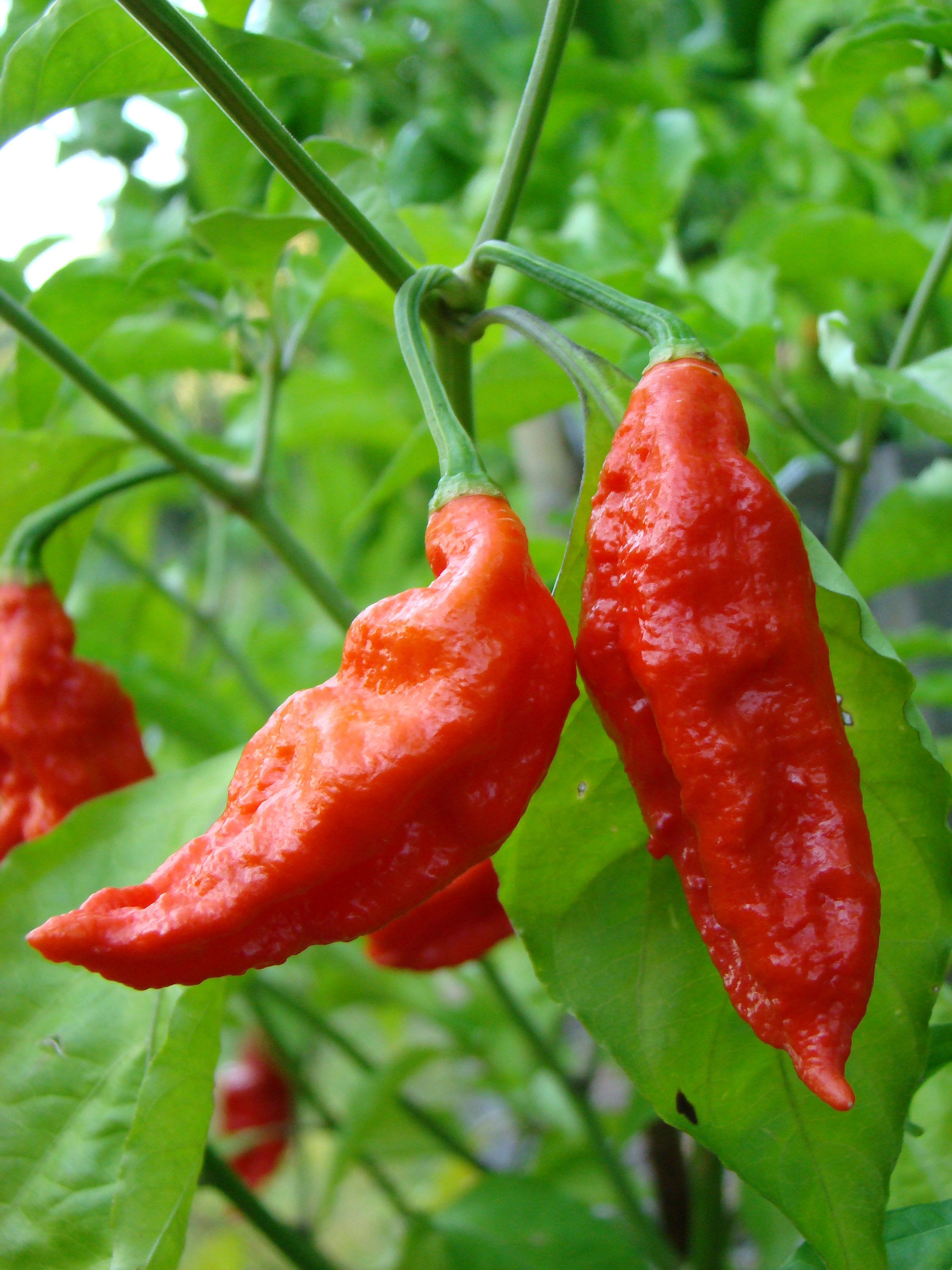
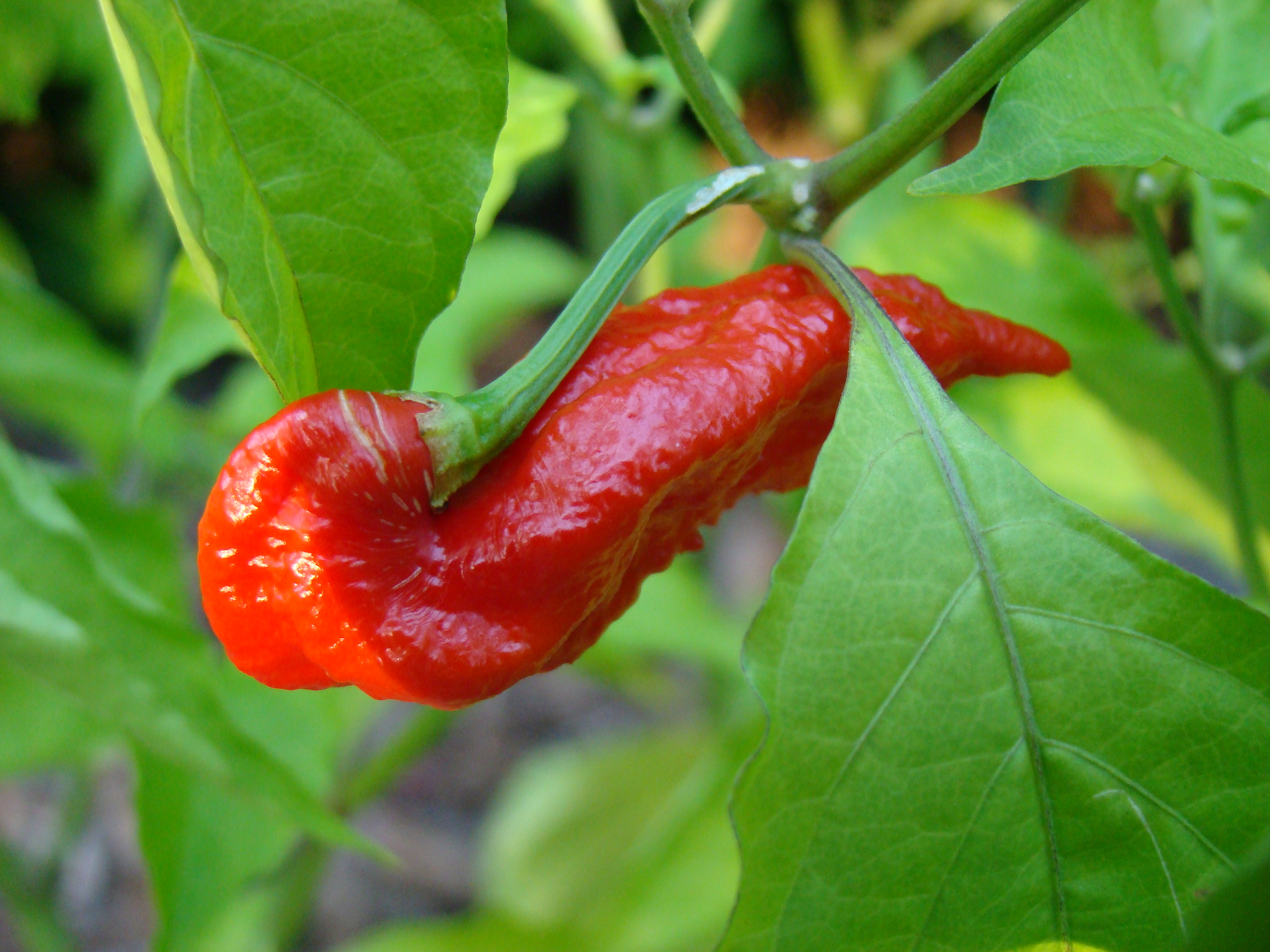

## 같이 보기
- 고추
- 스코빌 척도